# Black Hollow Cage
Black Hollow Cage és una pel·lícula espanyola de ciència-ficció escrita i dirigida per Sadrac González Perellón i produïda per Javier Aguayo.

## Argument
Una jove, traumatitzada per la pèrdua d'un braç, viu en una casa aïllada al cor del bosc amb el seu pare i el seu gos llop. Al bosc, descobreix un gran cub negre que té el poder d'actuar sobre el passat...

## Repartiment
- Lowena McDonell com Alice.
- Julian Nicholson com Adam.
- Haydée Lysander com Erika.
- Marc Puiggener com Paul.
- Will Hudson com David.
- Lucy Tillett com mamà.
- Daniel M. Jacobs com el metge.

## Estrena
La cinta va tenir la seva premier mundial al Festival Internacional de Cinema Fantàstic de Neuchâtel en 2017. És una cinta de ciència-ficció en la qual juga amb el temps per a parlar sobre la pèrdua i el desig de tornar al passat per a canviar el que ens va fer mal.

## Premis i nominacions
Va guanyar el Premi del Jurat en el Festival Internacional de Cinema Fantàstic de Bucheon, a Corea del Sud. Black Hollow Cage  també va estar en secció oficial sl L Festival Internacional de Cinema Fantàstic de Catalunya va ser nominada a millor pel·lícula, millor guió (per a Sadrac González-Perellón) i millor interpretació (per a l'actriu Lowena McDonell) en el Festival de Cinema de Raindance.